# Sicherheitspolitik
Die Sicherheitspolitik ist organischer Bestandteil der Gesamtpolitik. Sie umfasst die allgemeinverbindliche, dabei interessengeleitete Gestaltung (Schaffung, Wahrung, Stärkung) der inneren wie äußeren Sicherheit von Individuen und Gemeinschaften, Organisationen, Institutionen in und für Gemeinwesen.
Die Sicherheitspolitik erfasst alle Überlegungen, Planungen, Entscheidungen zur vertraglichen bzw. legislativen Gestaltung und das politische Handeln von organisatorischen Einheiten auf kommunaler, föderaler, staatlicher und intergouvernementaler Ebene bezüglich Sicherheit des Gemeinwesens.
Die Grundelemente der Sicherheitspolitik werden je nach Staatsform durch die entsprechenden Staatsgewalten bestimmt und treten in der Zivilgesellschaft, in den Organen der inneren Sicherheit (Öffentlichen Sicherheit), in den Streitkräften und den anderen Organen der Landesverteidigung eines Staates oder einer Militärkoalition in Erscheinung.
Diese sicherheitspolitischen Ziele und die daraus abgeleiteten Aufgaben werden in den meisten Staaten in eine Nationale Sicherheitsstrategie / Strategie der nationalen Sicherheit, Militärdoktrin oder Verteidigungspolitische Richtlinien u. a. gefasst und im engen Zusammenspiel mit der Außenpolitik in der praktischen Politik konkretisiert.

## Begriffswandel und Abgrenzungen

### Herkunft und Verwendung in der Außenpolitik
Der Begriff „Sicherheitspolitik“ gelangte in den politischen Sprachgebrauch unter Bezugnahme auf die äußere Sicherheit. Mit Sicherheitspolitik bezeichnete man in der Außenpolitik und in den internationalen Beziehungen die Schaffung und Wahrung sicherer äußerer (Staats-)Grenzen durch polizeiliche und/oder militärische Maßnahmen, den Aufbau kollektiver Sicherheitssysteme (z. B. Verträge, Bündnisse), gegenseitige vertrauensbildende Maßnahmen (z. B. Anerkennung der Grenzen, Verzicht auf einseitige Forderungen) und internationalen Austausch.
Diese Bedeutungszuweisung war auch im internationalen politischen Sprachgebrauch üblich:
- Der insbesondere in den Vereinigten Staaten von Amerika verwendete Begriff der Grand strategy benennt fokussierend die sicherheitspolitischen Aspekte der Außenpolitik von Nationen und Staatenbünden speziell im Hinblick auf die Vorbereitbarkeit, Ziel-Operationalisierung und Führbarkeit von Krieg.
- Ebenso beschreiben die englischen Begriffe Military policy (vgl. dt. Verteidigungspolitik) bzw. Military strategy (dt. Militärstrategie) von jeweils noch stärker eingrenzenden Standpunkten aus, nämlich der militärisch planenden und exekutiven Perspektive, nur noch einzelne, abgeleitete Aspekte der Sicherheitspolitik.

Zur äußeren Sicherheitspolitik gehören die Bereiche der traditionellen Militärpolitik, die Schaffung von Systemen der kollektiven und/oder kooperativen Sicherheit, die Friedenserhaltung und Konfliktverhütung, die Krisenbewältigung und die Kriegsverhinderung zwischen staatlichen, pseudostaatlichen und nichtstaatlichen Akteuren.

### Begriffserweiterung
Die sicherheitspolitischen Debatten wurden in der Vergangenheit geprägt durch das Verständnis zur klassischen äußeren Sicherheit (bis Ende der 1980er Jahre, nur mit militärischen Mitteln, ohne Innere Sicherheit), durch die umfassende Sicherheit (seit den 1990er Jahren, mit militärischen und nicht-militärischen Mitteln, unter Einbeziehung der inneren Sicherheit) und durch den derzeitigen erweiterten Sicherheitsbegriff, der eine Vernetzte Sicherheit beschreibt.
Im weitgefassten Verständnis schließt die Sicherheitspolitik – insbesondere im Fall von Staaten und speziell am Beispiel der Sicherheitsstrategie Russlands – die Gewährleistung der politisch-demografischen und sozialen, militärischen, staatlichen und öffentlichen, rechtlichen, Informations-, wirtschaftlichen, wissenschaftlich-technologischen, ökologischen, geistig-moralischen und kulturellen, technischen u. a. Sicherheiten in sich ein. Sie ist eng verknüpft mit der Innen- und Außenpolitik, Militärpolitik und steht damit auch in Beziehung zur Außenwirtschaftspolitik und den internationalen Kulturbeziehungen.
Das internationale System befindet sich im Umbruch und die internationale Politik ist von hoher Volatilität, Verunsicherung und von Ungewissheiten bestimmt, zu denen auch die Effekte der beschleunigten Digitalisierung und der digitalen Vernetzung beitragen. Zum Ausdruck kommen sie in solchen Erscheinungen wie hybride Bedrohungen, Probleme in der Cybersicherheit und Robotik. Das Feld der Sicherheitspolitik muss sich fortwährend neuen Herausforderungen z. B. auch bei der wirtschaftlichen Entwicklung, Arbeitswelt, Mobilität und Integration der Gesellschaft stellen.

### Begriffsabgrenzungen
Nicht zu verwechseln ist der deutsche Begriff der Sicherheitspolitik mit folgenden Begriffen:
- Der fachliche Terminus aus der wörtlichen Übersetzung des englischsprachigen Begriffes security policy lautet Sicherheitsrichtlinie und bezieht sich auf kodifizierte und standardisierte Handlungs- oder Verhaltensanweisungen einer organisatorischen Entität bezüglich der Verfügbarkeit, Integrität, Vertraulichkeit und Authentizität ihr zugeordneter Systeme und Prozesse.
- Der aus dem anglo-amerikanischen Sprachraum übernommene und im Deutschen ebenfalls gebräuchliche Begriff der Security policy bezieht sich auf technische und inhaltliche Methoden der Prävention und Abwehr von Bedrohungen und Schäden der Vertraulichkeit, Verfügbarkeit und Integrität von Datenverarbeitungssystemen (siehe Informationssicherheit).

## Beispiele sicherheitspolitischer Konzepte

### Sicherheitspolitische Konzepte der USA
Am ehesten kann das US-amerikanische Konzept der National security mit dem Begriff der Sicherheitspolitik verglichen werden, wenn sich auch die konkreten Ausprägungen des Ersteren enger damit verbinden, als dies bei dem deutschsprachigen Begriff der Fall ist.
Ein praktisches Beispiel stellt in den Vereinigten Staaten das sicherheitspolitische Konzept ‘National Defense Industrial Strategy’ zur militärökonomischen Unterstützung der US-Streitkräfte dar. Im US-Verteidigungsministerium (U.S. Department of Defense, DoD) ist im Oktober 2022 die erste „Nationale Strategie für die Verteidigungsindustrie“ der USA verabschiedet worden und erst nach Jahresfrist im November 2023 veröffentlicht worden.
Danach wurde im Januar 2024 eine Erläuterung in einem kurzgefassten „Merkblatt“ des DoD nachgereicht: Die Strategie lege dazu „vier langfristige strategische Prioritäten fest, die als Richtschnur für industrielle Maßnahmen und die Priorisierung von Ressourcen zur Unterstützung der Entwicklung des modernisierten Ökosystems der Verteidigungsindustrie dienen sollen“.

### Sicherheitspolitische Konzepte Russlands
Ein überwölbendes, staatliches strategisches Konzept, das im Interesse der erweiterten Sicherheit die innen-, außen- und militärpolitischen Bereiche übergreifend zusammenführt, ist in der Russischen Föderation (RF) erst im Jahr 1996/97 entstanden. Mit der Konzeption der nationalen Sicherheit der Russischen Föderation (1997) war im Mai 1997 vom Sicherheitsrat der RF – klassifiziert als „Nur für den Dienstgebrauch“ – erstmals verabschiedet worden. Der Präsident der Russischen Föderation Boris N. Jelzin (im Amt 1991–1999) bestätigte im Dezember 1997 die überarbeitete Konzeption. Das geschah also nach der Unterzeichnung der Grundsatzdokumente zwischen der RF und der NATO sowie des mit der Ukraine 1997 abgeschlossenen Vertrags über Freundschaft, Zusammenarbeit und Partnerschaft.
Angepasst an veränderte Lagebedingungen wurde vom Sicherheitsrat der RF eine novellierte Konzeption der nationalen Sicherheit der Russischen Föderation (1999) am 5. Oktober 1999 verabschiedet. Kurz darauf gingen die Kompetenzen für die strategische Planung Russlands auf den Amtierenden Präsidenten der Russischen Föderation Wladimir Putin über, der bereits am 10. Januar 2000 eine neue Konzeption der nationalen Sicherheit der RF (2000) bestätigte.
Im Mai 2009 wurde unter der Präsidentschaft von Dmitrij Medwedjew das völlig umgestaltete Dokument für ein Jahrzehnt erarbeitet, bestätigt und betitelt nun als Strategie der nationalen Sicherheit der Russischen Föderation bis zum Jahr 2020.
Schon nach sechs Jahren, zum Jahreswechsel 2015/2016 trat dieses Dokument außer Kraft. Nach öffentlichen Debatten und Beratungen in politischen Gremien trat die Strategie der nationalen Sicherheit der Russischen Föderation (Redaktion Dezember 2015) mit Erlass des Präsidenten der Russischen Föderation W. Putin am 31. Dezember in Kraft.
Die Kündigung des INF-Vertrages (August 2019) und die vakante Verlängerung des New-START-Vertrages werden in Russland als Anzeichen für die fundamentale Veränderung der militär-strategischen Landschaft beurteilt. Der sicherheitspolitische Diskurs über die Formierung einer multilateralen strategischen Stabilität zwischen den Nuklearmächten ist bei (Außen-)Politikern, Militärs und Wissenschaftlern in Russland in vollem Gange.
Die Strategie der nationalen Sicherheit der Russischen Föderation (2021) bildet den bisherigen Kulminationspunkt an Konzeptionen, die wichtige langfristige nationale Interessen und strategische Prioritäten hinsichtlich der Sicherheit in der Innenpolitik, Wirtschafts- und Sozialpolitik sowie in der Außen- und Sicherheitspolitik zusammenfassen. Der Publizist und Politologe Dmitrij Trenin, Direktor des Carnegie Moscow Center, verweist auf „das zentrale Charaktermerkmal der Strategie-2021 – die Fokussierung auf Russland selbst: seine Demografie, seine politische Stabilität und die Souveränität, die nationale Eintracht und Harmonie, die wirtschaftliche Entwicklung auf der Basis neuer Technologien, der Schutz der Umwelt und die Anpassung an den Klimawandel und … das geistige und moralische Klima der Nation.“

## Bedeutung der Sicherheitspolitik
Sicherheit ist heute nicht mehr ausschließlich eine Aufgabe von Polizei, Nachrichtendiensten und Militär. Auch weitere Behörden sorgen dafür, dass Sicherheit in Freiheit gewährleistet wird. Voraussetzung dafür ist, dass sich die Arbeit der zuständigen staatlichen Stellen untereinander, aber auch mit Akteuren der Wirtschaft und der Zivilgesellschaft ergänzt. Bessere Vernetzung, intensiver Dialog, umfassende Sicherheit – das steht im Mittelpunkt der sicherheitspolitischen Debatten.
Sicherheitspolitik wird im internationalen Raum gestern wie heute von Staaten dominiert; national finden sicherheitspolitische Diskurse immer noch vornehmlich in Fachforen und zwischen Eliten statt. Dennoch zeigen beispielsweise der Atomwaffenverbotsvertrag von 2017 oder die Ottawa-Konvention zum Verbot von Antipersonenminen von 1997, dass transnationale, nichtstaatliche Organisationen wie die Internationale Kampagne zur Abschaffung von Atomwaffen (ICAN) und die Internationale Kampagne für das Verbot von Landminen, die beide mit dem Friedensnobelpreis ausgezeichnet wurden, zunehmend sicherheitspolitische Diskurse beeinflussen.
Als Betrachtungsstoff der Wissenschaft ist die Sicherheitspolitik besonders in Internationalen Beziehungen, in der Friedens- und Konfliktforschung, in den Strategischen Studien und im Völkerrecht von Bedeutung. Der aktive Diskurs zum Thema findet traditionell in Fach-Printpublikationen, aber auch auf entsprechenden Plattformen des Internets statt.
Als allgemeinbildender Bildungsinhalt werden v. a. in der Sekundarstufe in den Fächern Gemeinschaftskunde, Geografie, Geschichte und Politik Aspekte der Sicherheitspolitik thematisiert.
Im Bereich der Erwachsenenbildung wird sicherheitspolitisches Wissen über themenaffine Verbände und Vereine sowie staatliche Stellen weitergegeben.

### Bücher
- Aurel Croissant, David Kühn: Militär und zivile Politik. Oldenbourg Wissenschaftsverlag, München 2011, ISBN 978-3-486-58705-0.
- Dieter Farwick, Gerhard Hubatschek: Die strategische Erpressung. Eine sicherheitspolitische Analyse. Mit einem Vorwort von Manfred Wörner. Verlag für Wehrwissenschaften, München 1982, ISBN 3-8219-0003-2.
- Claus Heinrich Gattermann: Die neue alte Welt. Aufsätze zur Sicherheitspolitik der Bundesrepublik Deutschland (= Universitätsdrucke Göttingen). Universitätsverlag Göttingen, Göttingen 2012, ISBN 978-3-86395-091-0.
- Thomas Jäger: Die Komplexität der Kriege – Globale Gesellschaft und internationale Beziehungen. Verlag für Sozialwissenschaften, Heidelberg 2010, ISBN 978-3-531-17311-5.
- Thomas Jäger: Handbuch Kriegstheorien. Verlag für Sozialwissenschaften, Heidelberg 2011, ISBN 978-3-531-17933-9.
- Ernst-Christoph Meier Andreas Hannemann, Rainer Meyer zum Felde (Hrsg.): Wörterbuch zur Sicherheitspolitik. Deutschland in einem veränderten internationalen Umfeld. 8., überarbeitete Auflage. Mittler, Hamburg 2011, ISBN 978-3-8132-0933-4.
- Herfried Münkler: Der Wandel des Krieges: Von der Symmetrie zur Asymmetrie. Velbrück Wissenschaftsverlag, Weilerswist-Metternich 2006, ISBN 3-938808-09-8.
- Angela Marciniak: Politische Sicherheit. Zur Geschichte eines umstrittenen Konzepts. Campus Verlag, Frankfurt am Main 2015, ISBN 978-3-593-50313-4.
- Herfried Münkler: Die neuen Kriege. Rowohlt Verlag, Reinbek 2004, ISBN 3-499-61653-X.
- Johannes Varwick: Sicherheitspolitik. Eine Einführung. Wochenschau-Verlag, Schwalbach/Taunus 2009, ISBN 978-3-89974-481-1.
- Kersten Lahl, Johannes Varwick: Sicherheitspolitik verstehen. Handlungsfelder, Kontroversen und Lösungsansätze. Wochenschau-Verlag, Schwalbach / Taunus 2018. ISBN 978-3-7344-0735-2

### Zeitschriften
- Herfried Münkler: Elemente einer neuen Sicherheitsarchitektur. In: IP – Internationale Politik. Heft 5/2007, S. 6–14. Deutsche Gesellschaft für Auswärtige Politik e. V., Berlin, 2007. ISSN 1430-175X